# Список наград и номинаций Аврил Лавин
Список наград канадской рок-певицы Аврил Лавин включает в себя премии и номинации, полученные певицей с момента начала её музыкальной карьеры в 2002 году. Дебютный альбом Аврил Лавин Let Go, изданный в 2002 году, разошёлся в количестве 16 млн экземпляров и стал шестикратно платиновым в США. Другие три альбома — Under My Skin (2004), The Best Damn Thing (2007) и Goodbye Lullaby (2011) — также были отмечены музыкальными наградами в различных странах; по всему миру было продано более 30 млн копий её альбомов. Пять синглов певицы — «Complicated», «Sk8er Boi», «I’m with You», «My Happy Ending» и «Girlfriend» — занимали первые места в мировых хит-парадах. Журнал Billboard дал Аврил Лавин 10-е место в списке популярных артистов 2000-х, а также поместил её на 28-ю позицию по критерию общего коммерческого успеха деятельности.
Аврил Лавин является обладательницей восьми номинаций на премию «Грэмми», четыре из которых относятся к альбому Let Go. В 2003 году она получила 11 номинаций на канадскую премию «Джуно». С 2003 года по настоящее время Аврил Лавин стала обладателем шести наград World Music Awards, а также нескольких наград MTV в различных странах, включая Россию в категории «Лучший зарубежный артист». Помимо музыки, Аврил Лавин занимается созданием парфюмерной продукции, за свои первые духи Black Star она получила премию Cosmetic Executive Women в категории «Лучший аромат»; этот и следующий аромат, Forbidden Rose, были номинированы на премию FiFi Awards.
В 2024 году стала членом ордена Канады.

## Грэмми
«Грэмми» считается наиболее важной музыкальной наградой и вручается ежегодно Национальной академией искусства и науки звукозаписи. Аврил Лавин ни разу не становилась лауреатом «Грэмми», но была номинирована в различных категориях восемь раз.
| Год  | Результат |                | Номинация                               |
| ---- | --------- | -------------- | --------------------------------------- |
| 2003 | Номинация | Аврил Лавин    | Лучший новый исполнитель                |
| 2003 | Номинация | Let Go         | Лучший вокальный поп альбом             |
| 2003 | Номинация | «Complicated»  | Лучшее женское вокальное поп исполнение |
| 2003 | Номинация | «Complicated»  | Песня года                              |
| 2003 | Номинация | «Sk8er Boi»    | Лучшее женское вокальное рок исполнение |
| 2004 | Номинация | «I’m with You» | Песня года                              |
| 2004 | Номинация | «I’m with You» | Лучшее женское вокальное поп исполнение |
| 2004 | Номинация | «Losing Grip»  | Лучшее женское вокальное рок исполнение |

## Премии MTV
Награды телеканала MTV вручаются в различных странах; основной премией является MTV Video Music Awards. Аврил Лавин стала лауреатом премий MTV во многих странах, включая Россию.

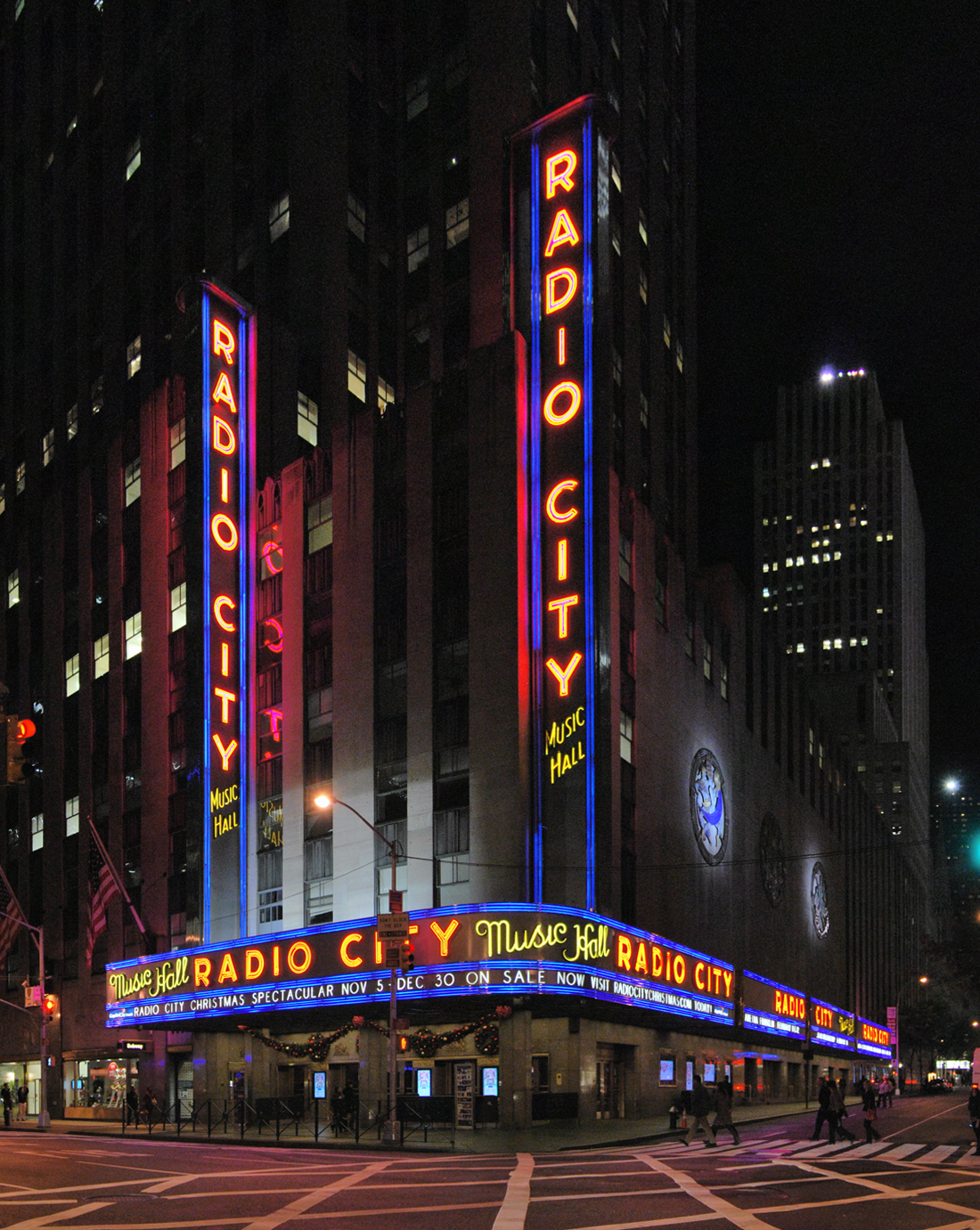
Радио Сити Мьюзик Холл — частое место проведения MTV Video Music Awards

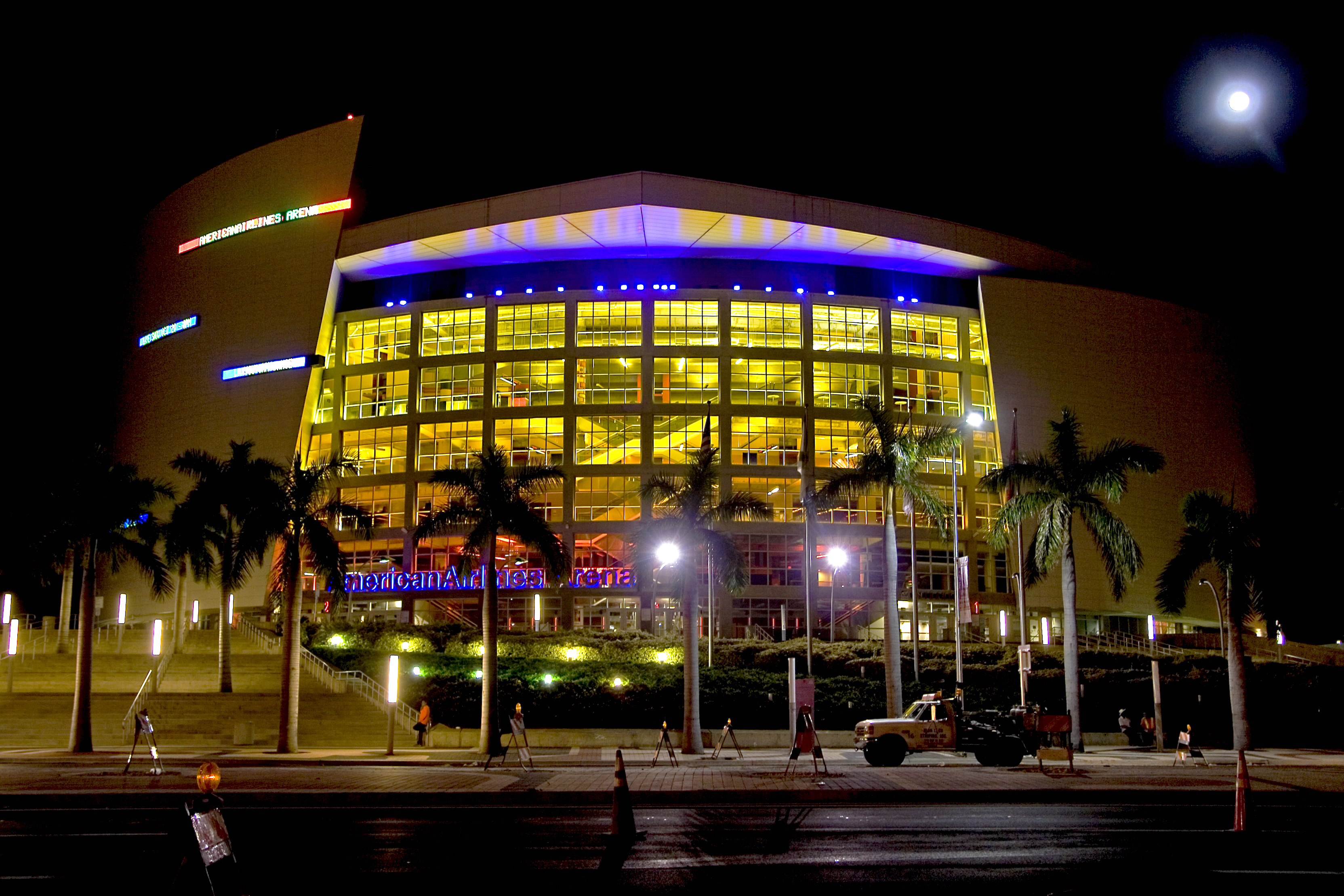
В 2004 году, когда Аврил Лавин получила 2 номинации, премия MTV Video Music Awards проходила в American Airlines Arena, Майами

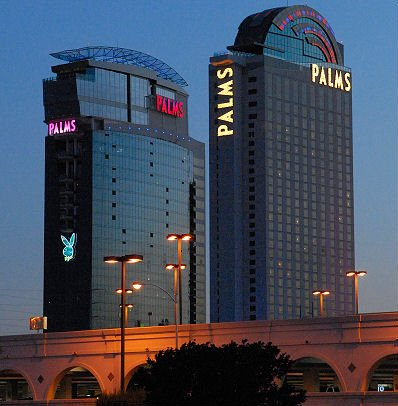
В 2007 церемония MTV Video Music Awards проходила в The Palms, Лас-Вегас

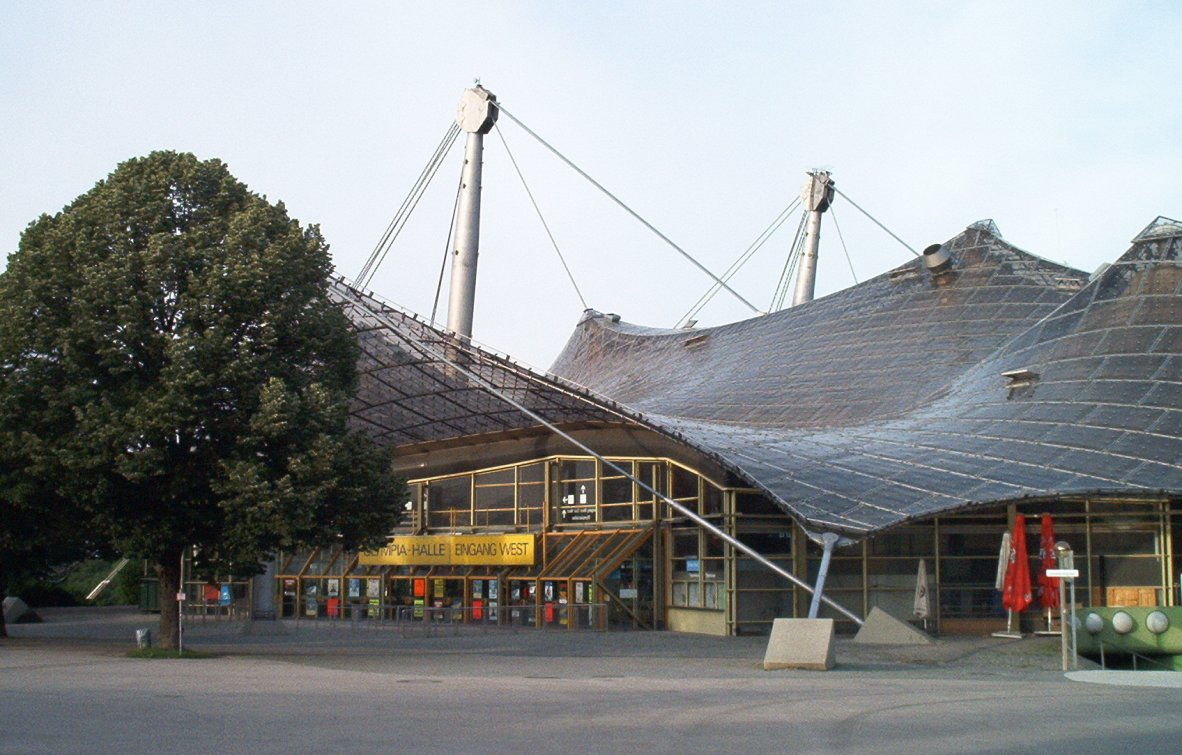
На церемонии MTV Europe Music Awards, проходившей на арене München Olympiahalle в Мюнхене, Аврил Лавин получила награду за лучшую песню — «Girlfriend»

| Год  | Премия                               | Результат |                               | Категория                              |
| ---- | ------------------------------------ | --------- | ----------------------------- | -------------------------------------- |
| 2002 | MTV Video Music Awards               | Победа    | «Complicated»                 | Лучшее видео дебютанта                 |
| 2002 | MTV Video Music Awards Latin America | Победа    | Аврил Лавин                   | Лучший новый международный исполнитель |
| 2002 | MTV Video Music Awards Latin America | Номинация | Аврил Лавин                   | Лучший международный поп-исполнитель   |
| 2002 | MTV Europe Music Awards              | Номинация | Аврил Лавин                   | Лучший новый исполнитель               |
| 2003 | MTV Video Music Awards               | Номинация | «Sk8er Boi»                   | Лучшее поп-видео                       |
| 2003 | MTV Video Music Awards               | Номинация | «I’m with You»                | Лучшее женское видео                   |
| 2003 | MTV Video Music Awards Japan         | Номинация | «Complicated»                 | Видео года                             |
| 2003 | MTV Video Music Awards Japan         | Номинация | «Complicated»                 | Лучшее женское видео                   |
| 2003 | MTV Video Music Awards Japan         | Победа    | «Complicated»                 | Лучшее видео дебютанта                 |
| 2003 | MTV Video Music Awards Japan         | Номинация | «Let Go»                      | Альбом года                            |
| 2003 | MTV Video Music Brasil               | Номинация | «Complicated»                 | Лучшее международное видео             |
| 2003 | MTV Asia Awards                      | Победа    | Аврил Лавин                   | Стиль                                  |
| 2003 | MTV Asia Awards                      | Победа    | Аврил Лавин                   | Лучшая исполнительница                 |
| 2003 | MTV Asia Awards                      | Победа    | Аврил Лавин                   | Лучший прорыв                          |
| 2003 | MTV Video Music Awards Latin America | Победа    | Аврил Лавин                   | Лучший международный поп-исполнитель   |
| 2004 | MTV Video Music Awards               | Номинация | «Don’t Tell Me»               | Лучшее поп-видео                       |
| 2004 | MTV Europe Video Music Awards        | Номинация | Аврил Лавин                   | Лучший женский исполнитель             |
| 2004 | MTV Europe Video Music Awards        | Номинация | Аврил Лавин                   | Лучший поп-исполнитель                 |
| 2004 | MTV Video Music Brasil               | Номинация | «Don’t Tell Me»               | Лучшее международное видео             |
| 2004 | MTV Video Music Awards Latin America | Победа    | Аврил Лавин                   | Лучший международный поп-исполнитель   |
| 2005 | MTV Asia Awards                      | Победа    | Аврил Лавин                   | Лучшая международная исполнительница   |
| 2005 | MTV Video Music Awards Japan         | Номинация | «My Happy Ending»             | Лучшее женское видео                   |
| 2005 | MTV Video Music Brasil               | Номинация | «He Wasn’t»                   | Лучший международный исполнитель       |
| 2007 | MTV Video Music Awards               | Номинация | «Girlfriend»                  | Лучший сингл года                      |
| 2007 | MTV Video Music Awards Latin America | Победа    | Аврил Лавин                   | Лучший международный исполнитель       |
| 2007 | MTV Video Music Awards Latin America | Победа    | «Girlfriend»                  | Песня года                             |
| 2007 | MTV Russia Music Awards              | Победа    | Аврил Лавин                   | Лучший зарубежный исполнитель          |
| 2007 | MTV Europe Music Awards              | Победа    | Аврил Лавин                   | Лучший исполнитель                     |
| 2007 | MTV Europe Music Awards              | Победа    | «Girlfriend»                  | Лучшая песня                           |
| 2007 | MTV Europe Music Awards              | Номинация | The Best Damn Thing           | Лучший альбом                          |
| 2008 | MTV Video Music Awards Japan         | Победа    | «Girlfriend»                  | Лучшее поп-видео                       |
| 2008 | MTV Video Music Awards Japan         | Номинация | The Best Damn Thing           | Альбом года                            |
| 2008 | MTV Video Music Awards Japan         | Номинация | «Girlfriend»                  | Лучшая песня для караоке               |
| 2008 | MTV Asia Awards                      | Номинация | Аврил Лавин                   | Лучший международный исполнитель       |
| 2008 | MTV Asia Awards                      | Номинация | «Girlfriend (Dr. Luke Remix)» | Лучший дуэт                            |
| 2011 | MTV Video Music Awards Japan         | Номинация | «Alice»                       | Лучшая песня для караоке               |
| 2011 | MTV Video Music Awards Japan         | Победа    | «Alice»                       | Лучшее видео из фильма                 |
| 2011 | MTV Fan Music Awards                 | Победа    | «Alice»                       | Лучшая песня из фильма                 |
| 2011 | MTV Fan Music Awards                 | Победа    | «What The Hell»               | Песня года                             |
| 2011 | MTV Fan Music Awards                 | Номинация | «Goodbye Lullaby»             | Альбом года                            |
| 2011 | MTV Fan Music Awards                 | Номинация | Аврил Лавин                   | Лучший американский исполнитель        |
| 2011 | MTV Fan Music Awards                 | Номинация | Аврил Лавин                   | Лучший стиль                           |

### ECHO Awards
ECHO Awards — ежегодная музыкальная премия, организованная европейским отделом MTV.
| Год  | Результат |             | Категория                              |
| ---- | --------- | ----------- | -------------------------------------- |
| 2003 | Победа    | Аврил Лавин | Лучший международный новый исполнитель |
| 2008 | Номинация | Аврил Лавин | Лучший поп/рок исполнитель             |

### TRL Awards
TRL Awards — музыкальная награда итальянского MTV.
| Год  | Результат |             | Категория                        |
| ---- | --------- | ----------- | -------------------------------- |
| 2003 | Номинация | Аврил Лавин | Первая леди                      |
| 2006 | Победа    | Аврил Лавин | Первая леди                      |
| 2008 | Победа    | Аврил Лавин | Первая леди                      |
| 2008 | Номинация | Аврил Лавин | Лучший Номер 1 года              |
| 2010 | Номинация | Аврил Лавин | Лучший международный исполнитель |
| 2010 | Номинация | «Alice»     | Лучшее видео                     |
| 2011 | Победа    | Аврил Лавин | Лучший образ (Best Look)         |
| 2011 | Номинация | Аврил Лавин | Wonder Woman Award               |
| 2012 | Номинация | Аврил Лавин | Best Fan                         |
| 2012 | Номинация | Аврил Лавин | Лучший образ (Best Look)         |

## World Music Awards
World Music Awards — ежегодная премия, вручаемая с 1989 года деятелям музыкальной индустрии на основе продаж релизов, которые учитываются Международной федерацией производителей фонограмм
| Год  | Результат |             | Категория                                              |
| ---- | --------- | ----------- | ------------------------------------------------------ |
| 2002 | Победа    | Аврил Лавин | Лучший канадский поп/рок-исполнитель                   |
| 2003 | Победа    | Аврил Лавин | Самый продаваемый в мире канадский поп/рок-исполнитель |
| 2004 | Победа    | Аврил Лавин | Лучший поп/рок-исполнитель                             |
| 2004 | Победа    | Аврил Лавин | Лучший канадский исполнитель                           |
| 2007 | Победа    | Аврил Лавин | Самый продаваемый в мире канадский исполнитель         |
| 2007 | Победа    | Аврил Лавин | Самая продаваемая в мире поп/рок-исполнительница       |

## Основные канадские премии

### Juno Awards
Juno Awards — основная музыкальная премия Канады, ежегодно вручаемая с 1970 года. Аврил Лавин получила 7 премий из 18 номинаций.
| Год  | Результат |                                        | Категория                   |
| ---- | --------- | -------------------------------------- | --------------------------- |
| 2003 | Победа    | Аврил Лавин                            | Новый исполнитель года      |
| 2003 | Победа    | Let Go                                 | Альбом года                 |
| 2003 | Победа    | Let Go                                 | Поп-альбом года             |
| 2003 | Победа    | «Complicated»                          | Сингл года                  |
| 2003 | Номинация | Аврил Лавин                            | Выбор поклонников           |
| 2003 | Номинация | Аврил Лавин                            | Автор песен года            |
| 2004 | Номинация | My World                               | Музыкальное DVD года        |
| 2004 | Номинация | Аврил Лавин                            | Выбор поклонников           |
| 2005 | Победа    | Аврил Лавин                            | Исполнитель года            |
| 2005 | Победа    | Аврил Лавин                            | Выбор поклонников           |
| 2005 | Победа    | Under My Skin                          | Поп альбом года             |
| 2005 | Номинация | Аврил Лавин                            | Автор песен года            |
| 2005 | Номинация | Under My Skin                          | Альбом года                 |
| 2008 | Номинация | Аврил Лавин                            | Исполнитель года            |
| 2008 | Номинация | Аврил Лавин                            | Выбор поклонников           |
| 2008 | Номинация | Аврил Лавин                            | Автор песен года            |
| 2008 | Номинация | The Best Damn Thing                    | Альбом года                 |
| 2008 | Номинация | «Girlfriend»                           | Сингл года                  |
| 2011 | Победа    | «Young Artists for Haiti: Wavin’ Flag» | Сингл года                  |
| 2012 | Номинация | «Wish You Were Here»                   | Выбор поклонников           |
| 2012 | Номинация | Goodbye Lullaby                        | Лучший вокальный поп-альбом |
| 2012 | Номинация | Goodbye Lullaby                        | Альбом года                 |

### MuchMusic Video Awards

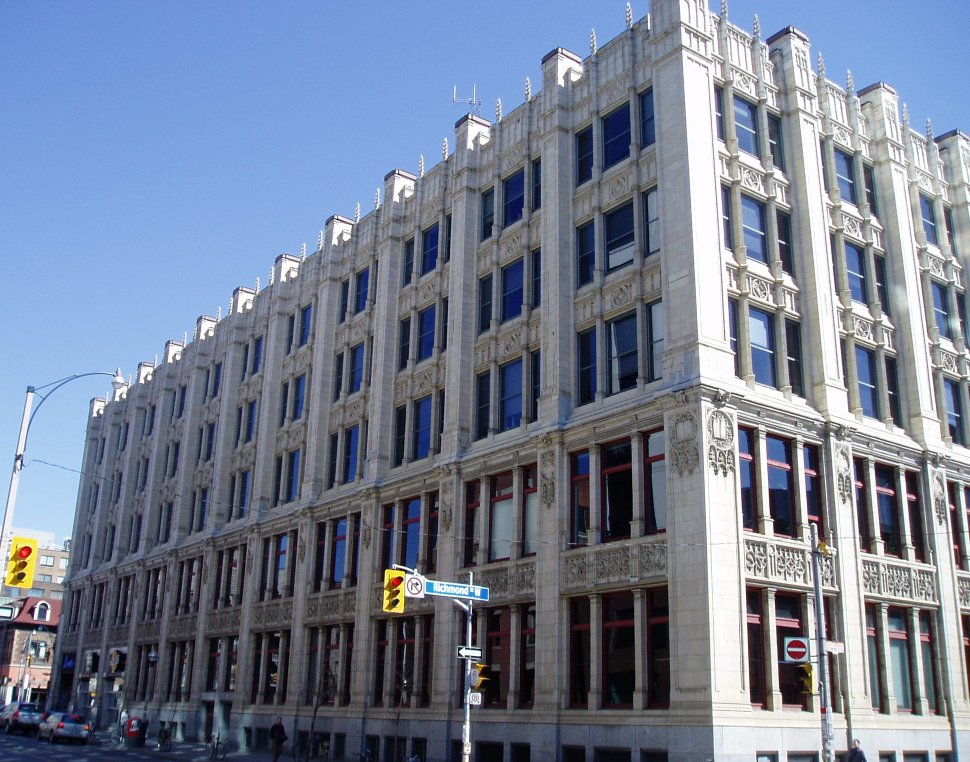
Здание телеканала MuchMusic, где проводятся церемонии вручения премии

MuchMusic Video Awards — канадская ежегодная премия, вручаемая за достижения в сферах музыки, искусства, кино и телевидения, созданная компанией Canadian network.
| Год  | Результат |                              | Категория                                            |
| ---- | --------- | ---------------------------- | ---------------------------------------------------- |
| 2003 | Победа    | «Sk8er Boi»                  | Лучшее международное видео канадского исполнителя    |
| 2003 | Победа    | Аврил Лавин                  | Народный выбор — лучший канадский исполнитель        |
| 2004 | Победа    | «Don’t Tell Me»              | Лучшее международное видео канадского исполнителя    |
| 2004 | Победа    | Аврил Лавин                  | Народный выбор — лучший канадский исполнитель        |
| 2007 | Победа    | «Girlfriend»                 | Лучшее международное видео канадского исполнителя    |
| 2007 | Победа    | Аврил Лавин                  | Народный выбор — лучший канадский исполнитель        |
| 2008 | Победа    | Аврил Лавин                  | Народный выбор — лучший канадский исполнитель        |
| 2008 | Номинация | «Girlfriend»                 | Самое просматриваемое видео на MuchMusic.com         |
| 2010 | Номинация | «Alice»                      | Лучшее международное видео канадского исполнителя    |
| 2010 | Номинация | «Alice»                      | Ваше любимое видео (UR Fave video)                   |
| 2011 | Номинация | Аврил Лавин                  | Народный выбор — лучший канадский исполнитель        |
| 2011 | Номинация | «What the Hell»              | Лучшее международное видео от канадского исполнителя |
| 2012 | Номинация | «Smile»                      | Лучшее международное видео от канадского исполнителя |
| 2013 | Победа    | «Here’s to Never Growing Up» | Лучшее международное видео от канадского исполнителя |

### Canadian Radio Music Awards
Canadian Radio Music Awards — одна из основных музыкальных наград Канады, вручаемая с 1991 года.
| Год  | Результат |               | Категория                              |
| ---- | --------- | ------------- | -------------------------------------- |
| 2003 | Победа    | «Losing Grip» | Лучший новый сольный исполнитель (Рок) |
| 2003 | Победа    | «Complicated» | Лучшая новая группа или исполнитель    |
| 2003 | Победа    | «Complicated» | Лучший новый сольный исполнитель       |
| 2003 | Победа    | Аврил Лавин   | Выбор поклонников                      |
| 2003 | Победа    | Аврил Лавин   | Премия Сокан — Автор песен             |
| 2004 | Победа    | Аврил Лавин   | Выбор поклонников                      |
| 2005 | Победа    | Аврил Лавин   | Выбор поклонников                      |
| 2008 | Номинация | Аврил Лавин   | Выбор поклонников                      |

### Chart Attack
| Год  | Результат |              | Категория                           |
| ---- | --------- | ------------ | ----------------------------------- |
| 2007 | Победа    | «Girlfriend» | Опрос читателей 2007                |
| 2009 | Номинация | Аврил Лавин  | Самая сексуальная канадка           |
| 2009 | Номинация | Аврил Лавин  | Лучшая причёска                     |
| 2009 | Номинация | Аврил Лавин  | Приятные музыкальные события года   |
| 2009 | Номинация | Аврил Лавин  | Неприятные музыкальные события года |

## Основные американские премии

### American Music Award
American Music Award (AMA) — одна из основных американских наград под эгидой Американского общества композиторов, авторов и издателей.
| Год  | Результат |             | Категория                        |
| ---- | --------- | ----------- | -------------------------------- |
| 2003 | Номинация | Аврил Лавин | Лучшая исполнительница — поп/рок |
| 2004 | Номинация | Аврил Лавин | Лучшая исполнительница — поп/рок |
| 2007 | Номинация | Аврил Лавин | Лучшая исполнительница — поп/рок |

### ASCAP Awards
Премия Американского общества композиторов, авторов и издателей вручается состоящим в нём музыкантам за достижения в различных сферах.
| Год  | Результат |                | Категория                               |
| ---- | --------- | -------------- | --------------------------------------- |
| 2004 | Победа    | «I’m with You» | Самая часто исполняемая в фильмах песня |
| 2004 | Победа    | «Complicated»  | Поп-музыка                              |

### BMI Awards
Премия Broadcast Music Inc (BMI) — американская музыкальная награда, вручаемая Американским обществом композиторов, авторов и издателей и SESAC на основе количества продаж релизов.
| Год            | Результат |                    | Категория        |
| -------------- | --------- | ------------------ | ---------------- |
| 2003           | Победа    | «Complicated»      | Лучшая поп-песня |
| 2004           | Победа    |                    | Лучшая поп-песня |
| «I’m with You» | Победа    |                    | Лучшая поп-песня |
| 2006           | Победа    | «My Happy Ending»  | Лучшая поп-песня |
| 2009           | Победа    | «When You’re Gone» | Лучшая поп-песня |

### Satellite Awards
Satellite Awards (прежнее название — Golden Satellite Awards) — ежегодная награда, вручаемая Международной академией прессы в области киноиндустрии.
| Год  | Результат |         | Категория                 |
| ---- | --------- | ------- | ------------------------- |
| 2010 | Номинация | «Alice» | Лучшая оригинальная песня |

### Billboard Music Awards

Логотип Billboard

Billboard Music Awards — ежегодная американская музыкальная премия журнала Billboard.
| Год  | Результат |        | Категория   |
| ---- | --------- | ------ | ----------- |
| 2002 | Номинация | Let Go | Альбом года |

### People’s Choice Awards
Награда People’s Choice Awards вручается на основе мнений посетителей сайта peopleschoice.com.
| Год  | Результат |             | Категория              |
| ---- | --------- | ----------- | ---------------------- |
| 2005 | Номинация | Аврил Лавин | Лучшая исполнительница |

### Teen Choice Award

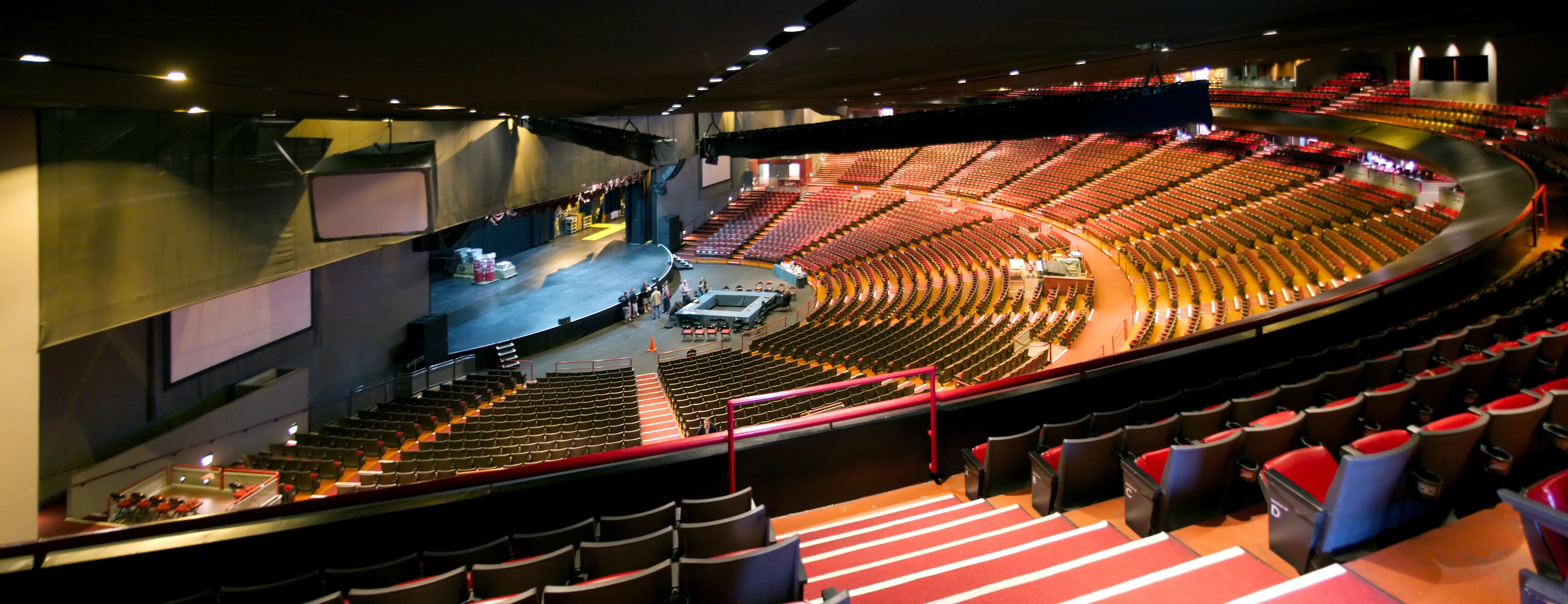
Gibson Amphitheatre — регулярное место проведения Teen Choice Awards с 2001 года

Teen Choice Awards вручается за достижения в музыке, кино и телевидении на основе мнения подростковой аудитории.
| Год  | Результат |              | Категория          |
| ---- | --------- | ------------ | ------------------ |
| 2003 | Победа    | «Sk8er Boi»  | Лучший сингл       |
| 2003 | Номинация | Let Go       | Лучший альбом      |
| 2003 | Победа    | Аврил Лавин  | Лучшая певица      |
| 2007 | Победа    | «Girlfriend» | Лучший сингл       |
| 2007 | Номинация | Аврил Лавин  | Летний исполнитель |

### Nickelodeon Kids' Choice Awards
Премия Kids' Choice Awards детского телеканала Nickelodeon ежегодно вручается за достижения в сферах музыки, кино и телевидения.
| Год  | Премия                                           | Результат |              | Категория                               |
| ---- | ------------------------------------------------ | --------- | ------------ | --------------------------------------- |
| 2003 | Nickelodeon Kids' Choice Awards                  | Победа    | «Sk8er Boi»  | Лучшая песня                            |
| 2004 | Nickelodeon Kids' Choice Awards                  | Победа    | Аврил Лавин  | Лучшая исполнительница                  |
| 2005 | Nickelodeon Kids' Choice Awards                  | Победа    | Аврил Лавин  | Лучшая исполнительница                  |
| 2007 | Nickelodeon Kids' Choice Awards — Великобритания | Победа    | Аврил Лавин  | Лучшая исполнительница                  |
| 2007 | Nickelodeon Kids' Choice Awards — Великобритания | Победа    | «Girlfriend» | Лучшее видео                            |
| 2007 | Nickelodeon Kids' Choice Awards — Италия         | Номинация | Аврил Лавин  | Лучший международный исполнитель/группа |
| 2008 | Nickelodeon Kids' Choice Awards                  | Победа    | «Girlfriend» | Лучшая песня                            |
| 2008 | Nickelodeon Kids' Choice Awards — Италия         | Победа    | Аврил Лавин  | Лучшая исполнительница                  |
| 2010 | Nickelodeon Kids' Choice Awards — Мексика        | Номинация | «Alice»      | «Песня года»                            |

### Common Sense Media Awards
Common Sense Media — независимая премия, вручаемая музыкантам.
| Год  | Результат |             | Категория       |
| ---- | --------- | ----------- | --------------- |
| 2004 | Победа    | Аврил Лавин | Лучший музыкант |

## Основные европейские премии

### BRIT Awards

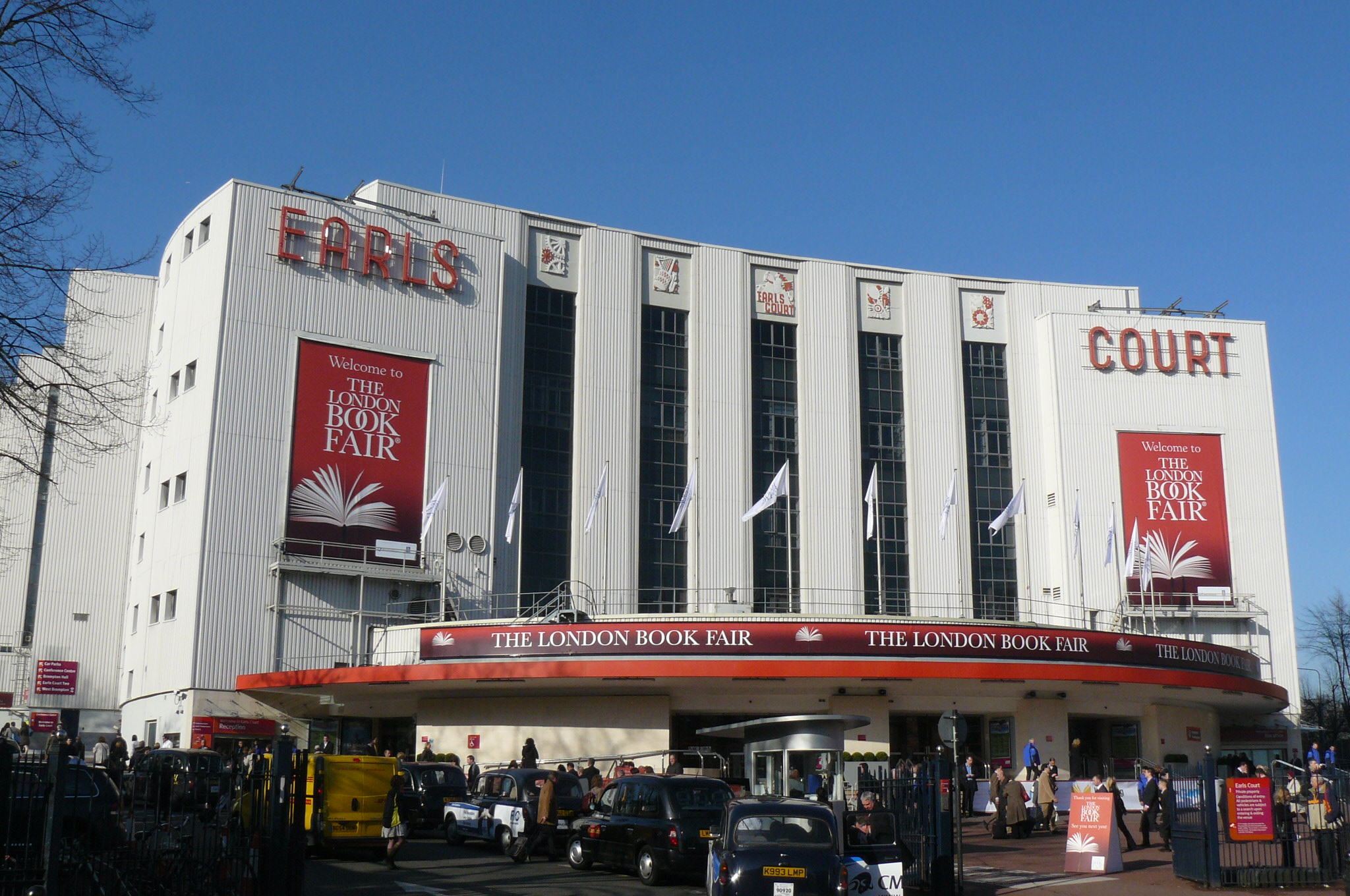
Earls Court Exhibition Centre — место проведения BRIT Awards в 2003 и 2005 году

BRIT Awards  — ежегодная церемония вручения музыкальных наград Великобритании в области поп-музыки, основана Британской ассоциацией производителей фонограмм.
| Год  | Результат |             | Категория                                    |
| ---- | --------- | ----------- | -------------------------------------------- |
| 2003 | Номинация | Аврил Лавин | Лучшая международная сольная исполнительница |
| 2003 | Номинация | Аврил Лавин | Лучший международный новый исполнитель       |
| 2005 | Номинация | Аврил Лавин | Лучшее поп-исполнение                        |

### Ivor Novello Awards
Ivor Novello Awards — музыкальная премия, учреждённая в 1955 году Британской академией композиторов и авторов и названная в честь композитора первой половины XX века Айвора Новелло.
| Год  | Результат |               | Категория              |
| ---- | --------- | ------------- | ---------------------- |
| 2003 | Победа    | «Complicated» | Международный хит года |

### Danish Music Awards
Danish Music Awards — датская премия, вручаемая IFPI с 1989 года
| Год  | Результат |             | Категория     |
| ---- | --------- | ----------- | ------------- |
| 2003 | Победа    | Аврил Лавин | Открытие года |

### Imperio Music Awards
| Год  | Результат |                    | Категория              |
| ---- | --------- | ------------------ | ---------------------- |
| 2004 | Победа    | Аврил Лавин        | Лучшая исполнительница |
| 2004 | Победа    | Аврил Лавин        | Исполнитель года       |
| 2004 | Победа    | «My Happy Ending»  | Видео года             |
| 2008 | Победа    | «Girlfriend»       | Лучшее поп-видео       |
| 2008 | Победа    | «Girlfriend»       | Песня года             |
| 2008 | Победа    | «When You’re Gone» | Видео года             |
| 2008 | Победа    | Аврил Лавин        | Исполнитель года       |

## Основные азиатские премии

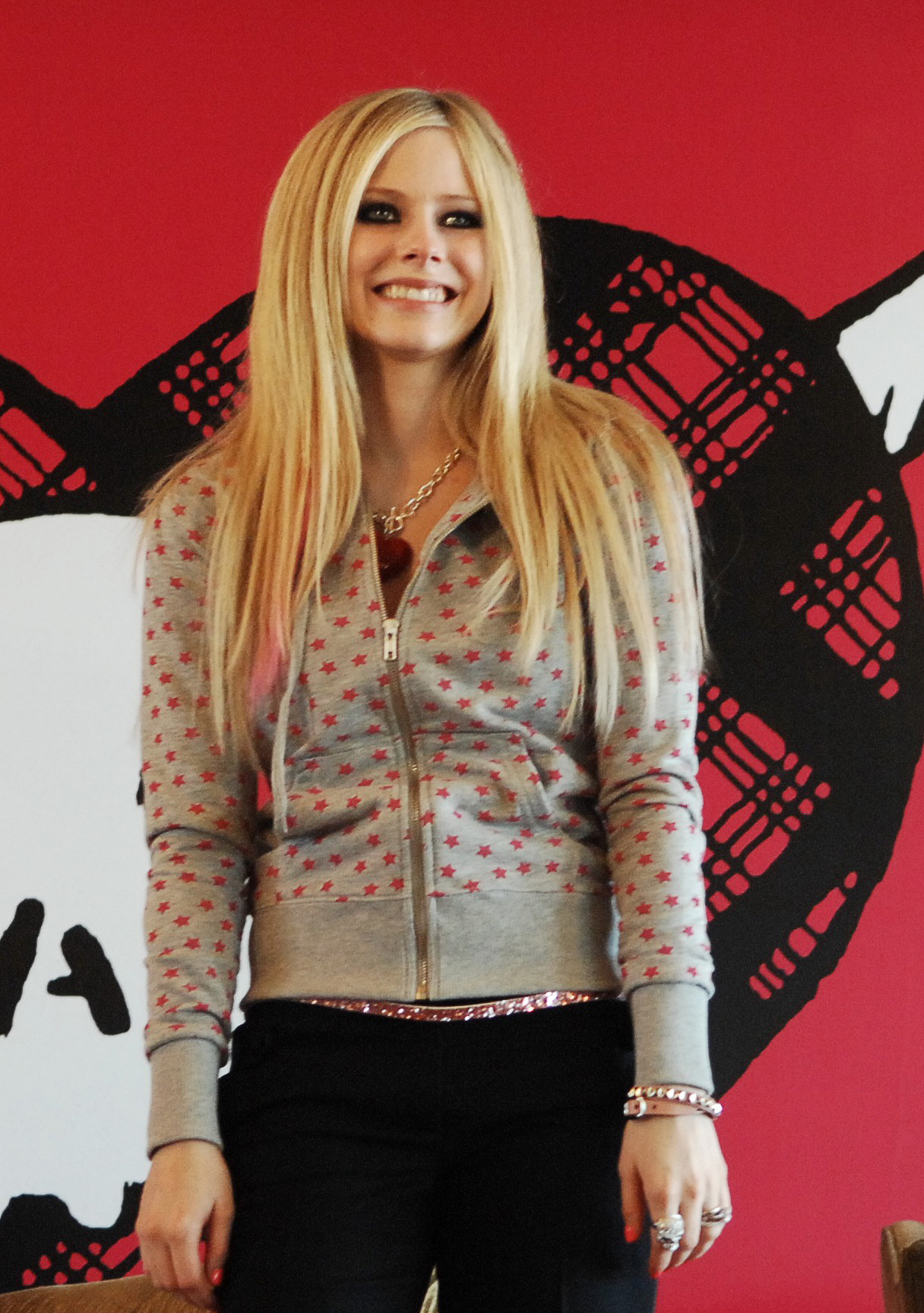
Аврил Лавин на пресс-конференции в Гонконге

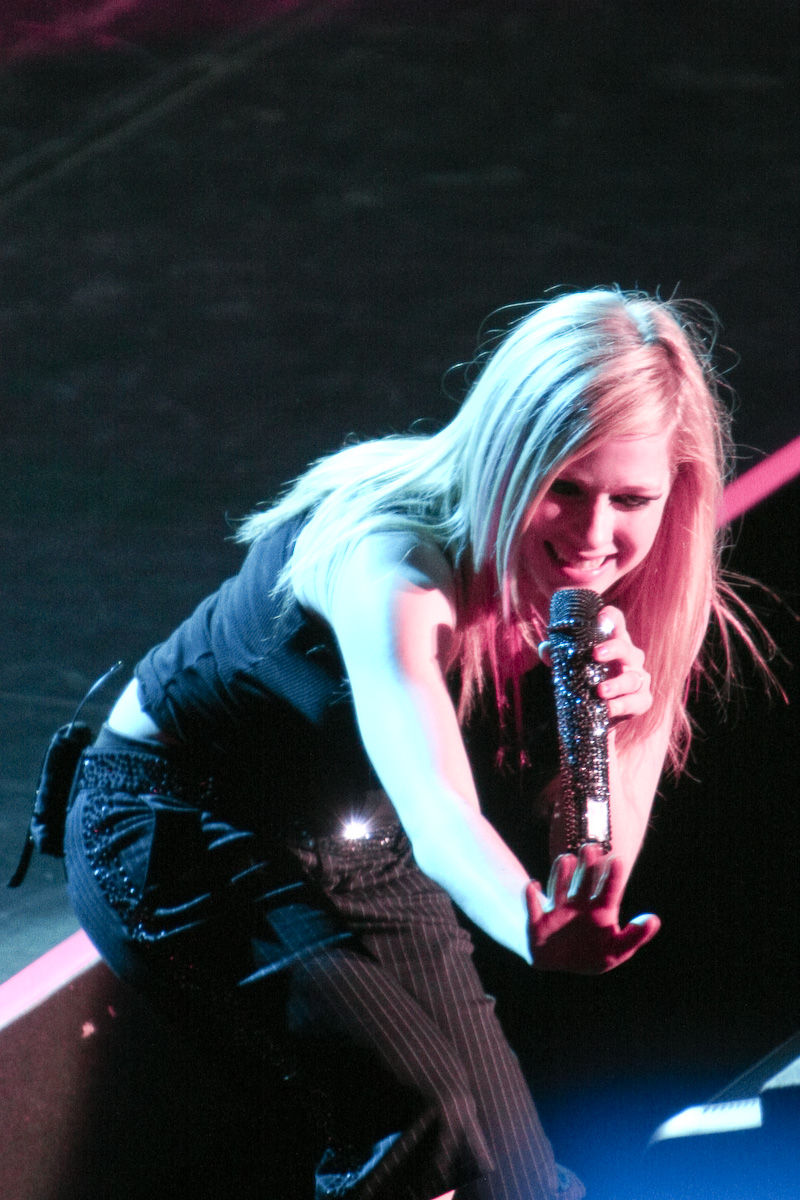
Выступление Лавин в Пекине

### Japan Gold Disc Awards
Japan Gold Disc Awards — одна из основных музыкальных наград Японии, вручаемая с 1987 года Ассоциацией звукозаписывающих компаний Японии.
| Год  | Результат |                     | Категория                   |
| ---- | --------- | ------------------- | --------------------------- |
| 2003 | Победа    | Аврил Лавин         | Исполнитель года            |
| 2003 | Победа    | Аврил Лавин         | Новый исполнитель года      |
| 2003 | Победа    | Let Go              | Рок&Поп альбом года         |
| 2005 | Победа    | Under My Skin       | Рок&Поп альбом года         |
| 2006 | Победа    | Live at Budokan     | Музыкальное видео года      |
| 2008 | Победа    | Аврил Лавин         | Исполнитель года            |
| 2008 | Победа    | Аврил Лавин         | Chaku-Uta — песня года      |
| 2008 | Победа    | Аврил Лавин         | Chaku-Uta Full — песня года |
| 2008 | Победа    | The Best Damn Thing | Альбом года                 |
| 2008 | Победа    | The Best Damn Thing | Лучшие 3 альбома            |
| 2012 | Победа    | Goodbye Lullaby     | Лучшие 3 альбома            |

### Hong Kong Gold Disc Awards
| Год  | Результат |                     | Категория                |
| ---- | --------- | ------------------- | ------------------------ |
| 2003 | Победа    | Let Go              | Лучший в топ-10 альбомов |
| 2004 | Победа    | Under My Skin       | Лучший в топ-10 альбомов |
| 2007 | Победа    | The Best Damn Thing | Лучший в топ-10 альбомов |
| 2011 | Победа    | Goodbye Lullaby     | Лучший в топ-10 альбомов |

### Planeta Awards
Planeta Awards — премия, вручаемая от имени сайта planetradiocity.com.
| Год  | Результат |                    | Категория                       |
| ---- | --------- | ------------------ | ------------------------------- |
| 2007 | Победа    | Аврил Лавин        | Лучшее соло года                |
| 2007 | Победа    | «When You’re Gone» | Лучшая баллада                  |
| 2007 | Номинация | «Girlfriend»       | Хип-хоп/поп-песня года          |
| 2007 | Номинация | «When You’re Gone» | Лучшее вокальное поп-исполнение |

### Paja Awards
| Год  | Результат |                     | Категория              |
| ---- | --------- | ------------------- | ---------------------- |
| 2007 | Победа    | «When You’re Gone»  | Сингл года             |
| 2007 | Победа    | Аврил Лавин         | Лучшая исполнительница |
| 2007 | Номинация | The Best Damn Thing | Альбом года            |

### Billboard Japan Music Awards
| Год  | Результат |                 | Категория            |
| ---- | --------- | --------------- | -------------------- |
| 2012 | Победа    | «What the Hell» | Радио-хит года       |
| 2012 | Победа    | Аврил Лавин     | Поп-исполнитель года |

## Основные бразильские премии

### Brasil Music Awards

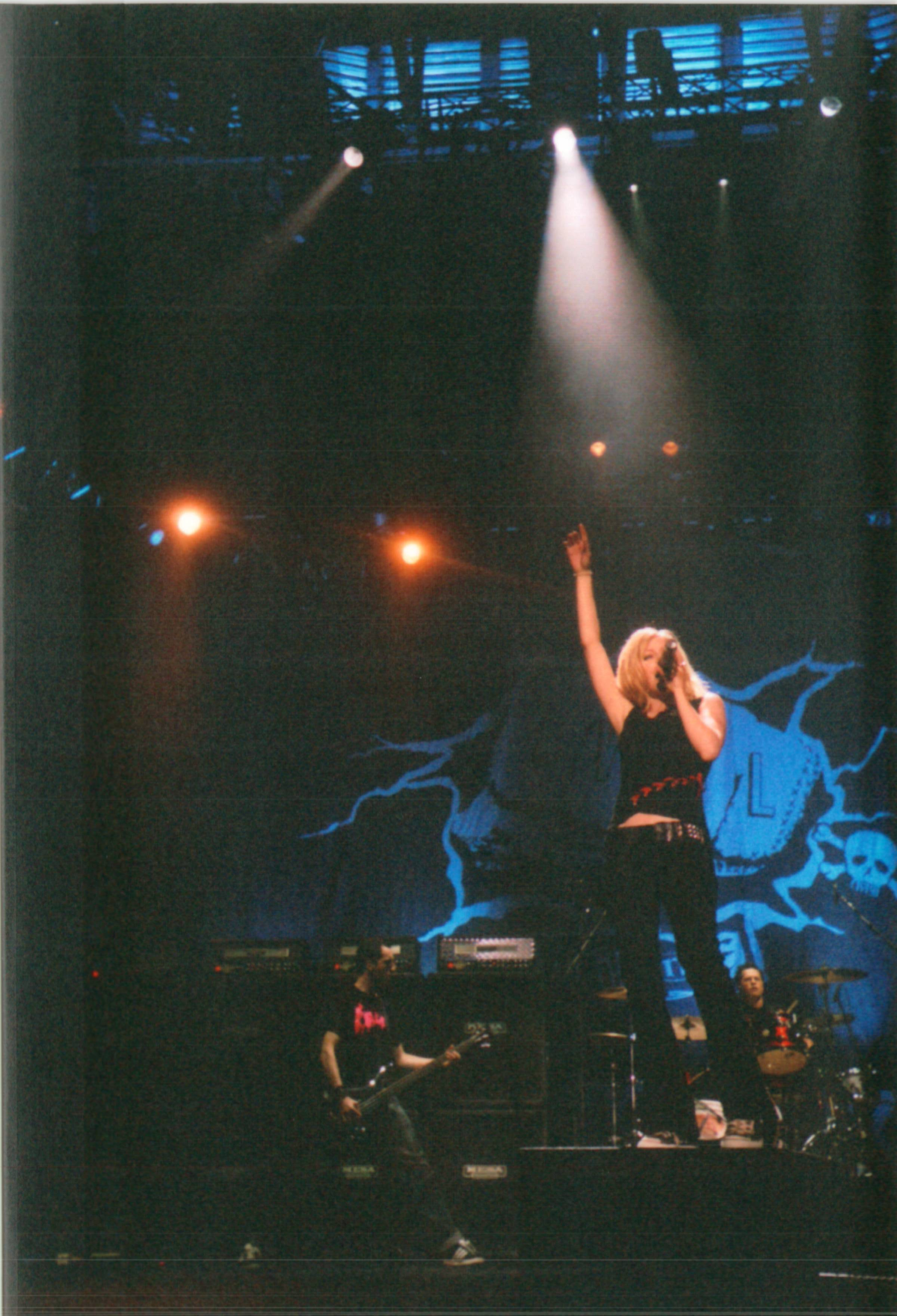
Выступление Аврил Лавин в Куритибе

| Год  | Результат |             | Категория     |
| ---- | --------- | ----------- | ------------- |
| 2002 | Победа    | Аврил Лавин | Открытие года |
| 2003 | Победа    | Let Go      | Альбом года   |

### Meus Prêmios Nick
Meus Prêmios Nick — бразильский аналог премии Nickelodeon Kids' Choice Awards, созданный телеканалом Nickelodeon Brasil; в голосовании за победителей участвуют более 15 тысяч детей.
| Год  | Результат |             | Категория                        |
| ---- | --------- | ----------- | -------------------------------- |
| 2005 | Победа    | Аврил Лавин | Лучший международный исполнитель |

### Capricho Awards
Capricho Awards — ежегодная премия бразильского журнала Capricho.
| Год       | Результат                  |                         | Категория                            |
| --------- | -------------------------- | ----------------------- | ------------------------------------ |
| 2007      | Номинация                  | Аврил Лавин             | Лучший международный исполнитель     |
| 2008      |                            | Аврил Лавин             | Лучший международный исполнитель     |
| Победа    | Самый стильный исполнитель | Аврил Лавин             |                                      |
| Номинация | «Girlfriend»               | Лучшее видео на YouTube |                                      |
| 2011      | Победа                     | Аврил Лавин             | Лучшая международная исполнительница |
| 2011      | Победа                     | Аврил Лавин             | Лучшее концертное выступление        |
| 2011      | Победа                     | Аврил Лавин             | Международная икона моды             |

## Премии в области парфюмерии

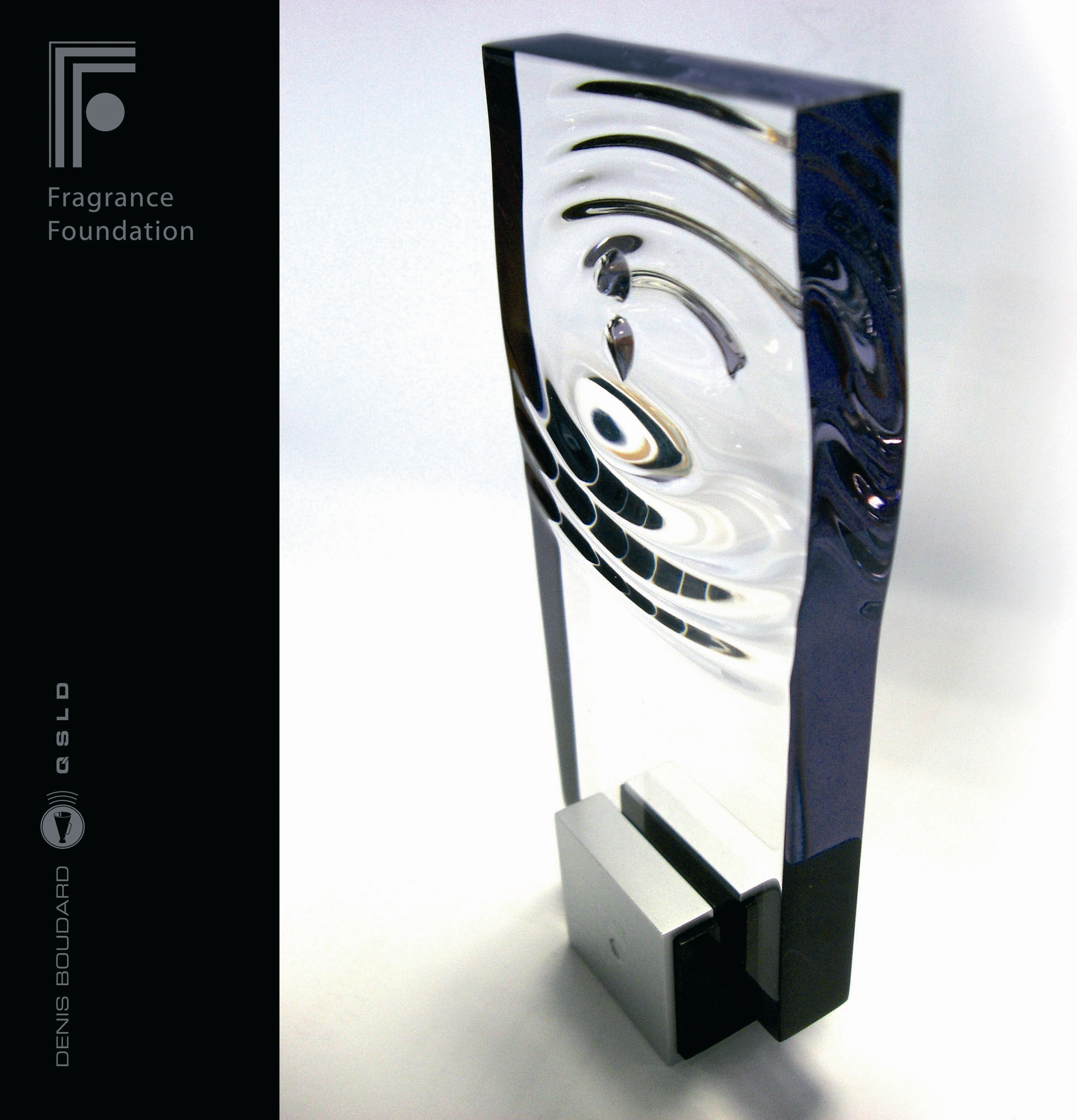
Награда FiFi Awards

### FiFi Awards
FiFi Awards — ежегодная премия, вручаемая организацией The Fragrance Foundation за достижения в области парфюмерии, считающаяся своеобразным парфюмерным аналогом «Оскара».
| Год  | Результат | Продукт        | Номинация                               |
| ---- | --------- | -------------- | --------------------------------------- |
| 2010 | Номинация | Black Star     | Аромат года — Женский популярный аромат |
| 2010 | Номинация | Black Star     | Женский популярный аромат — упаковка    |
| 2011 | Номинация | Forbidden Rose | Аромат года — Женский популярный аромат |
| 2011 | Номинация | Forbidden Rose | Женский популярный аромат — упаковка    |

### Cosmetic Executive Women
Премия Cosmetic Executive Women вручается с 1954 года за вклад в индустрию косметики и парфюмерии для женщин.
| Год  | Результат | Продукт    | Номинация     |
| ---- | --------- | ---------- | ------------- |
| 2010 | Победа    | Black Star | Лучший аромат |

## Другие премии
| Год  | Премия                    | Результат |                     | Категория                                     |
| ---- | ------------------------- | --------- | ------------------- | --------------------------------------------- |
| 2003 | CMW Music Industry Awards | Победа    | Аврил Лавин         | Canadian Talent Development Story of the Year |
| 2003 | TMF Awards                | Победа    | Аврил Лавин         | Лучшее международное рок-исполнение           |
| 2003 | Meteor Awards             | Победа    | Аврил Лавин         | Лучшая международная исполнительница          |
| 2005 | NRJ Music Awards          | Победа    | Аврил Лавин         | Лучшая международная исполнительница          |
| 2007 | Virgin Media Music Awards | Победа    | Аврил Лавин         | Лучшее международное выступление              |
| 2007 | Virgin Media Music Awards | Номинация | «Girlfriend»        | Лучшая песня                                  |
| 2007 | Virgin Media Music Awards | Номинация | Аврил Лавин         | Лучшая международная исполнительница          |
| 2007 | Galgalatz Awards          | Победа    | Аврил Лавин         | Исполнитель года                              |
| 2007 | TMF Awards                | Номинация | Аврил Лавин         | Лучшая международная исполнительница          |
| 2007 | Poptastic Awards          | Номинация | Аврил Лавин         | Лучшая исполнительница                        |
| 2007 | Poptastic Awards          | Номинация | «Girlfriend»        | Лучшее видео                                  |
| 2007 | Portal Mix                | Победа    | The Best Damn Thing | Топ-10 международных альбомов                 |
| 2008 | MYX Music Awards          | Номинация | «Girlfriend»        | Лучшее международное видео                    |
| 2008 | AG Hair Cosmetics Awards  | Победа    | Аврил Лавин         | Лучшая причёска (канадский исполнитель)       |
| 2008 | NRJ Music Awards          | Победа    | Аврил Лавин         | Лучшая международная исполнительница          |
| 2008 | Spike Guys Choice Awards  | Номинация | Аврил Лавин         | Самая сексуальная Сирена (Sexiest Siren)      |